# Edmond Kramer
Edmond Kramer (Neuchatel, 8 de dezembro de 1906 - 1945) foi um futebolista e treinador suíço, medalhista olímpico.
Edmond Kramer  competiu nos Jogos Olímpicos de Verão de 1924, ele ganhou a medalha de prata como membro da Seleção Suíça de Futebol.

## Ligações Externas
- Perfil em Footbaldatabase